# Čchen Si-tchung
Čchen Si-tchung (čínsky pchin-jinem Chén Xītóng, znaky zjednodušené 陈希同, tradiční 陳希同; 10. června 1930 – 2. června 2013) byl čínský komunistický politik, dlouholetý funkcionář Komunistické strany Číny na místní úrovni v Pekingu koncem 70. let vystoupal k významnějším postům, když roku 1979 převzal funkci pekingského místostarosty. Poté byl starostou Pekingu (1983–1993), státním poradcem státní rady (1988–1993), tajemníkem pekingského městského výboru KS Číny (1992–1995) a členem politbyra ÚV KS Číny (1992–1995). Roku 1995 přišel o všechny funkce a úřady v důsledku obvinění z korupce, roku 1997 byl vyloučen z komunistické strany a následujícího roku odsouzen k dlouholetému trestu vězení.

## Život
Čchen Si-tchung se narodil 10. června 1930 v okrese An-jüe na východě provincie S’-čchuan. Od roku 1948 studoval čínský jazyk na Pekingské univerzitě, roku 1949 vstoupil do Komunistické strany Číny. Po studiích nastoupil k pekingské policii, od roku 1952 pracoval v aparátu pekingského městského výboru KS Číny, od roku 1963 působil jako funkcionář komunistické strany v pekingském okresu Čchang-pching. Za kulturní revoluce byl namísto úřednické práce poslán „na převýchovu“ do výroby. Roku 1971 se vrátil do stranického aparátu okresu Čchang-pching, od roku 1973 jako tajemník okresního výboru strany.
Od roku 1979 vykonával funkci místostarosty Pekingu, od roku 1981 byl současně jedním z tajemníků (resp. od roku 1985 zástupců tajemníka) pekingského městského výboru KS Číny. Na XII. sjezdu KS Číny v září 1982 byl zvolen členem ústředního výboru (znovuzvolen na sjezdech roku 1987 a 1992). V březnu 1983 byl zvolen starostou Pekingu (do března 1993), současně byl zvolen poslancem Všečínského shromáždění lidových zástupců (parlamentu, znovuzvolen 1988 a 1993). V dubnu 1988 byl jmenován státním poradcem Státní rady (vlády, do března 1993). Během událostí roku 1989 zaujal tvrdý postoj vůči demonstrantům a společně s pekingským tajemníkem Li Si-mingem žádal o rozehnání demonstrantů armádou. V říjnu 1992 byl namísto Li Si-minga zvolen tajemníkem pekingského městského výboru KS Číny a vzápětí se na XIV. sjezdu KS Číny stal i členem politbyra.
Politicky patřil k věrným stoupencům Teng Siao-pchinga a jako takový rozhodně podporoval protržní ekonomické reformy (na rozdíl od Li Si-minga), výrazně zejména začátkem 90. let, současně zastával konzervativní postoje v otázce politických reforem. Jako představitel takzvané „pekingské kliky“ si udržoval samostatné postavení ve vztahu k Ťiang Ce-minovi (od roku 1989 generálnímu tajemníku ÚV KS Číny).
V rámci protikorupční kampaně zorganizované Ťiang Ce-minem, došlo i na šetření poměrů v Pekingu, po několika letech marného snažení se v zorném poli vyšetřovatelů ocitl i pekingský místostarosta Wang Pao-sen, který proto roku 1994 spáchal sebevraždu. Pro hloubku a prorostlost „Čchenova systému“ (čínsky také „Čchen si-tchung“, slovní hříčka s jeho jménem) do pekingské politiky americký profesor Bruce Gilley našel analogii až v New Yorku na přelomu 19. a 20. století (tehdejší systém Tammany Hall). Pod tíhou následných prověrek Čchen Si-tchung v dubnu 1995 rezignoval na funkce ve vedení Pekingu a v září 1995 byl odvolán z ústředního výboru a politbyra a následně zbaven poslaneckého mandátu. Roku 1997 byl vyloučen ze strany, roku 1998 odsouzen k 16 letům vězení.
Odvolání a odsouzení Čchen Si-tchunga bylo dlouho nemožné pro jeho řazení mezi věrné stoupence Teng Siao-pchinga, proto bylo dokladem samostatnosti Ťiang Ce-mina, který již nepotřeboval Tengův souhlas ani na tak závažnou akci. Čchen Si-tchungův pád byl pro Ťianga výhodný, kvůli odstranění relativně nezávislého politika z politbyra; do určité míry tím také Ťiang získal sympatie těch obyvatel Pekingu, kteří si Čchen Si-tchunga pamatovali jako zastánce a obhájce zásahu armády roku 1989.
Roku 2004 byl Čchen Si-tchung podmínečně propuštěn ze zdravotních důvodů; několik let bojoval s rakovinou, než 2. června 2013 v Pekingu zemřel.